# Корбах
Корбах (њем. Korbach) општина је у њемачкој савезној држави Хесен. Једно је од 22 општинска средишта округа Валдек-Франкенберг. Према процјени из 2010. у општини је живјело 24.113 становника. Посједује регионалну шифру (AGS) 6635015.

## Географски и демографски подаци
Корбах се налази у савезној држави Хесен у округу Валдек-Франкенберг. Општина се налази на надморској висини од 384 метра. Површина општине износи 124,0 km². У самом мјесту је, према процјени из 2010. године, живјело 24.113 становника. Просјечна густина становништва износи 194 становника/km².

## Међународна сарадња
| Мјесто      | Држава    | Врста сарадње | Од    |
| ----------- | --------- | ------------- | ----- |
| Пижице      | Пољска    | партнерство   | 1997. |
| Авранш      | Француска | партнерство   | 1963. |
| Високе Мито | Чешка     | партнерство   | 2000. |
|             | САД       | партнерство   | 2003. |
| Бургенланд  | Аустрија  | партнерство   | 2001. |
| Переславл   | Русија    | партнерство   | 1990. |
| Извор       |           |               |       |